# Aliannis Urgellés
Aliannis Urgellés (Baracoa, 25 giugno 1986) è un calciatore cubano, di ruolo difensore.

## Carriera

### Club
Ha sempre giocato nel campionato cubano.

### Nazionale
Ha esordito con la Nazionale cubana nel 2008.